# Lindsaeaceae
Ver Pteridophyta para una introducción a las plantas vasculares sin semilla
Las lindsaeáceas (nombre científico Lindsaeaceae) son una familia de helechos del orden Polypodiales, que en la moderna clasificación de Christenhusz et al. 2011 están circunscriptas muy diferentes a su predecesor sistema de Smith et al. (2006).

## Taxonomía
Introducción teórica en Taxonomía
La clasificación más actualizada es la de Christenhusz et al. 2011 (basada en Smith et al. 2006, 2008); que también provee una secuencia lineal de las licofitas y monilofitas.
- Familia 29. Lindsaeaceae C.Presl ex M.R.Schomb., Reis. Br.-Guiana (Ri. Schomburgk) 2: 883 (1848).

7 géneros (Lindsaea, Nesolindsaea, Odontosoria, Osmolindsaea, Sphenomeris, Tapeinidium, Xyropteris). Referencias: Kramer (1957, 1967a, b, c, 1970, 1971, 1972a, b, 1989), Kramer & Tindale (1976), Lehtonen et al. (2010), Lin et al. (1999), Schneider & Kenrick (2001).

### ClasificaciónsensuSmithet al.2006
Ubicación taxonómica:
Plantae (clado), Viridiplantae, Streptophyta, Streptophytina, Embryophyta, Tracheophyta, Euphyllophyta, Monilophyta, Clase Polypodiopsida, Orden Polypodiales, Familia Lindsaeaceae.
Sinónimo: Lindsaeoides.
Incluyendo Cystodiaceae, Lonchitidaceae
Cerca de 8 géneros:
- Cystodium
- Lindsaea
- Lonchitis (tradicionalmente ubicada con los dennstaedtioides, no es evidente su inclusión en Lindsaeaceae en lo que respecta a su morfología, pero la evidencia molecular sugiere fuertemente su inclusión aquí).
- Odontosoria
- Ormoloma
- Sphenomeris
- Tapeinidium
- Xyropteris

En una tesis no publicada, Barcelona (2000), citado por Smith et al. 2006, sugiere el establecimiento de 3 géneros adicionales emparentados con Odontosoria y Sphenomeris.
Cerca de 200 especies.

## Filogenia
Introducción teórica en Filogenia
Como circunscripto por Smith et al. 2006 la consideraban muy probablemente monofilética (Wolf et al. 1994, Pryer et al. 2004b, Korall et al. en prensa, Schuettpelz et al. en prensa).

## Ecología
Terrestres, o infrecuentemente epipétricas o epífitas. 
Pantropicales.

## Caracteres
Con las características de Pteridophyta.
Todas excepto Lonchitis y Cystodium, con raíces con corteza externa esclerenquimatosa, combinada con una capa cortical más interna de seis células de espesor (Schneider 1996a). 
Rizomas cortamente rastreros a largamente rastreros. Protostela con floema del lado interno, o en algunas especies solenostela. Los rizomas llevan o bien escamas no clatradas delgadas y adjuntadas por la base, o bien pelos de 1 célula de espesor.
Hojas 1-3 pinadas o más divididas, generalmente glabras. Venas usualmente libres, bifurcadas, ocasionalmente anastomosadas, sin venilas inclusas. 
Soros marginales o submarginales. Indusio extrorso (que se abre hacia el margen de la lámina), a veces también adjunto a los lados, o bien en Lonchitis, soros cubiertos por el margen reflejo de la lámina. 
Esporas tetraédricas con marca trilete, o con poca frecuencia bilaterales con marca monolete.
Gametofitos verdes, cordados. 
Número de cromosomas: x = 34, 38, 39, 44, 47, 48, 49, 50, 51, y quizás otros también.

### Otros proyectos wikimedia
- Wikimedia Commons alberga una categoría multimedia sobre Lindsaeaceae.
- Wikispecies tiene un artículo sobre Lindsaeaceae.